# Hiroyuki Kimura (Spieleentwickler)
Hiroyuki Kimura (jap. 木村 浩之, Kimura Hiroyuki; * 1. Juni 1965 in der Präfektur Ishikawa) ist ein japanischer Spieleentwickler bei dem japanischen Spielkonsolen- und -Softwarehersteller Nintendo. Er ist Produzent eines Teams der internen Abteilung Nintendo Entertainment Analysis & Development und unter anderem für die New-Super-Mario-Bros.-Spiele zuständig.

## Karriere
Der 1965 geborene Hiroyuki Kimura erhielt 1987 einen Design-Abschluss. 1988 wurde er bei Nintendo als Trainee angestellt. Obwohl er ursprünglich bei einer anderen Abteilung des Konzerns arbeiten sollte, wurde er der Nintendo Entertainment Analysis & Development (EAD) zugeordnet, dem größten internen Studios des Herstellers. Damals befand sich Super Mario Bros. 3 unter der Regie Takashi Tezukas in der Entwicklung. Jener zog Kimura als Künstler für das Projekt hinzu.
Nach Super Mario Bros. 3, das 1988 für das Nintendo Entertainment System auf den Markt kam, wechselte Kimura als Künstler in Gunpei Yokois Abteilung Nintendo Research & Development 1 (R&D1). Hier wirkte er als Director von Metroid 2: Return of Samus (Game Boy 1992) und anschließend als Grafikdesigner des Nachfolgers Super Metroid (Super Nintendo Entertainment System 1994).
Darauf wurde Kimura wieder in der EAD angestellt. Als der damals leitende Nintendo-Unternehmensplaner Satoru Iwata um 2000/2001 vorschlug, Super-Mario-Titel für die neue Konsole Game Boy Advance zu veröffentlichen, entschloss man sich zu einer Reihe von vier Neuauflagen älterer Mario-Spiele. Von 2001 bis 2003 erschienen die vier Neuauflagen als Super Mario Advance für den GBA; Kimura fungierte bei dem ersten Spiel noch als Grafikleiter, bei den folgenden drei als Director.
2004 wurde die EAD neu strukturiert. Im Rahmen dieser Maßnahmen wurden sechs langjährige Director in den Produzentenstand erhoben und leiten seither eine EAD-Unterabteilung. Kimura wurde daher zum Produzenten des Software Development Department No. 4 der EAD befördert. Zu dieser Zeit arbeitete Nintendo bereits am GBA-Nachfolger Nintendo DS, der 2005 auf den Markt kam. In diesem Jahr erschienen bereits zwei Titel für die Konsole, bei deren Entwicklung Kimura eine leitende Position innehatte. 2006 kam New Super Mario Bros. für den DS auf den Markt, das als fünfter Mario-Advance-Teil anfing. Das von Kimura als Produzent geleitete Projekt avancierte zu einem großen Erfolg.
In den nächsten Jahren entwickelte EAD 4 Big Brain Academy, Neuauflagen der Pikmin-Reihe und drei weitere New-Super-Mario-Bros.-Spiele. Bei allen Spielen wirkte Kimura als Produzent mit. Das aktuelle Projekt des Teams, Pikmin 3, erschien im Sommer 2013 für Wii U.

## Ludografie
- Pikmin 3 (Wii U 2013) – Produzent
- New Super Luigi U (Wii U 2013) – Produzent
- New Super Mario Bros. U (Wii U 2012) – Produzent
- New Super Mario Bros. 2 (3DS 2012) – Produzent
- New Super Mario Bros. Wii (Wii 2009) – Produzent
- New Play Control! Pikmin 2 (Wii 2009) – Produzent
- New Play Control! Pikmin (Wii 2008) – Produzent
- Big Brain Academy: Wii Degree (Wii 2007) – Produzent
- New Super Mario Bros. (DS 2006) – Produzent
- Big Brain Academy (DS 2005) – Produzent
- Yoshi Touch & Go (DS 2005) – Director
- Super Mario Advance 4: Super Mario Bros. 3 (GBA 2003) – Director
- Super Mario Advance 3: Yoshi's Island (GBA 2002) – Director
- Super Mario World: Super Mario Advance 2 (GBA 2001) – Director
- Super Mario Advance (GBA 2001) – Grafikleiter
- Mario Artist: Talent Studio (N64DD 2000) – Director
- Wave Race 64: Kawasaki Jet Skii (N64 1996) – Grafik-Designer
- Mario Clash (Virtual Boy 1995) – Director
- Super Metroid (SNES 1994) – Grafikdesigner
- Metroid 2: Return of Samus (GB 1992) – Director
- Super Mario Bros. 3 (NES 1988) – Charakterdesigner